# Buthiers (Alta Saona)
Buthiers è un comune francese di 318 abitanti situato nel dipartimento dell'Alta Saona nella regione della Borgogna-Franca Contea.

## Società

### Evoluzione demografica
Abitanti censiti